# IL24
IL24 (англ. Interleukin 24) – білок, який кодується однойменним геном, розташованим у людей на короткому плечі 1-ї хромосоми.  Довжина поліпептидного ланцюга білка становить 206 амінокислот, а молекулярна маса — 23 825.
| 10         |  | 20         |  | 30         |  | 40         |  | 50         |
| ---------- |  | ---------- |  | ---------- |  | ---------- |  | ---------- |
| MNFQQRLQSL |  | WTLARPFCPP |  | LLATASQMQM |  | VVLPCLGFTL |  | LLWSQVSGAQ |
| GQEFHFGPCQ |  | VKGVVPQKLW |  | EAFWAVKDTM |  | QAQDNITSAR |  | LLQQEVLQNV |
| SDAESCYLVH |  | TLLEFYLKTV |  | FKNYHNRTVE |  | VRTLKSFSTL |  | ANNFVLIVSQ |
| LQPSQENEMF |  | SIRDSAHRRF |  | LLFRRAFKQL |  | DVEAALTKAL |  | GEVDILLTWM |
| QKFYKL     |  |            |  |            |  |            |  |            |

A: Аланін

C: Цистеїн

D: Аспарагінова кислота

E: Глутамінова кислота

F: Фенілаланін

G: Гліцин

H: Гістидин

I: Ізолейцин

K: Лізин

L: Лейцин

M: Метіонін

N: Аспарагін

P: Пролін

Q: Глутамін

R: Аргінін

S: Серин

T: Треонін

V: Валін

W: Триптофан

Кодований геном білок за функцією належить до цитокінів. 
Задіяний у такому біологічному процесі як апоптоз. 
Секретований назовні.